# Masiela Lusha

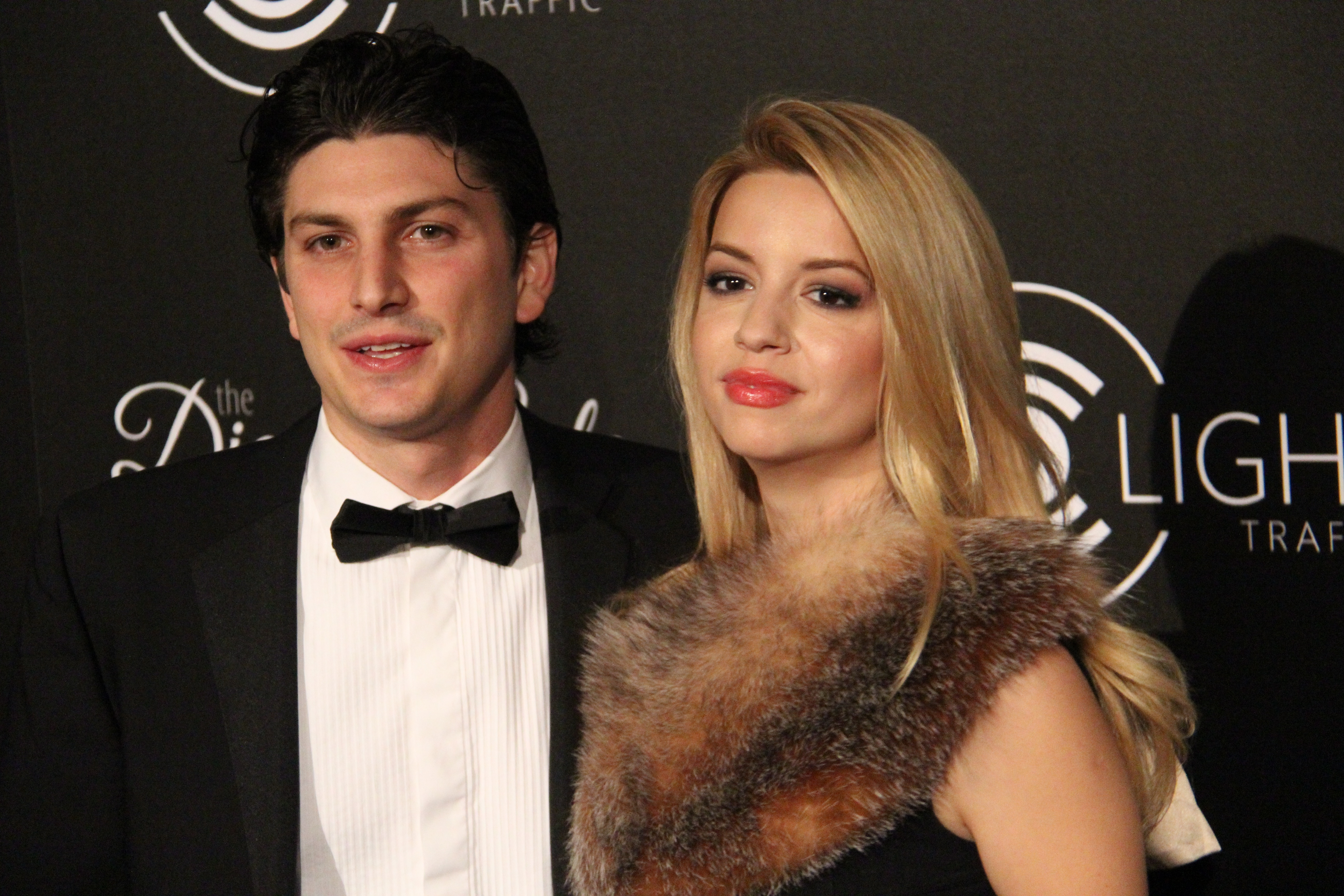
Ramzi Habibi i Masiela Lusha (2013)

Masiela Lusha (ur. 23 października 1985 w Tiranie) – amerykańska aktorka i producentka pochodzenia albańskiego.

## Życiorys
Córka Maxa i Danieli. W wieku 7 lat Masiela wraz ze swoimi rodzicami opuściła Albanię i poprzez Węgry i Austrię dotarła do Michigan (USA). W 2000 wygrała casting do roli Carmen Lopez w sitcomie George Lopez. Za tę rolę została dwukrotnie (2003-2004) nagrodzona Nagrodą Młodych Artystów.
Jej debiutem na dużym ekranie była rola w filmie Summoning. Mając na swoim koncie siedem ról filmowych w filmach produkcji amerykańskiej, w 2007 wystąpiła w filmie albańsko-macedońskim Time of the Comet. W 2009 rozpoczęła także działalność producencką. Filmy Signed in Blood i Of Silence, których jest producentką trafiły na ekrany w 2010.
Oprócz kariery filmowej Lusha jest także autorką dwóch tomików poezji. Jej debiutem był wydany w 1998 zbiór Inner thoughts, w 2002 wydała tomik: Drinking the Moon. W swoim dorobku literackim ma także opowiadania, wydaną w 2008 roku powieść Besa i dwie książki dla dzieci.
Fundacja, założona przez aktorkę i nosząca jej imię od 2009 organizuje pomoc dla osób bezrobotnych, a także dla dzieci z ubogich rodzin.
Jest mężatką (mąż Ramzi Habibi), ma dwoje dzieci.

## Role filmowe
- 2000: Father's Love jako Lisa
- 2001: Summoning jako blondynka
- 2001: Lizzie McGuire (serial telewizyjny)
- 2001-2005: Clifford's Puppy Days (serial telewizyjny) jako Nina
- 2002: George Lopez (serial telewizyjny) – jako Carmen Lopez
- 2002: Las Muertas de Juarez jako Araceli
- 2004: Cherry Bomb (film) jako Kim
- 2006: Law & Order: Criminal Intent (serial telewizyjny) jako Mira
- 2007: Muertas jako Araceli
- 2007: Time of the Comet jako Agnes
- 2008: Krew: Ostatni wampir jako Sharon
- 2009: Ballad of Broken Angels
- 2011: Tough Business jako Grace
- 2013: Dragonfryre jako księżna Aleya
- 2013: Of silence jako Annabelle
- 2014: Fatal instinct jako Melissa Gates
- 2014: Jeden gniewny Charlie (serial telewizyjny) jako Molly
- 2016: Rekinado 4: Niech szczęki będą z tobą jako Gemini
- 2017: Branded jako Donna
- 2017: Rekinado 5: Efekt płetwiarniany jako Gemini
- 2018: Ostatnie Rekinado: Ząb czasu jako Gemini
- 2019: My Best Friend’s Christmas jako Bella Vega
- 2023: Hotel Dante jako Marjorje

## Twórczość literacka

### Poezja
- 1999: Inner Thoughts
- 2005: Drinking the Moon
- 2009: Amore Celeste
- 2010: The Call
- 2016: The Living Air

### Powieści
- 2008: The Besa

### Książki dla dzieci
- 2010: Boopity Boop! Writes Her First Poem
- 2010: Boopity Boop! Goes To Hawaii